# آمات

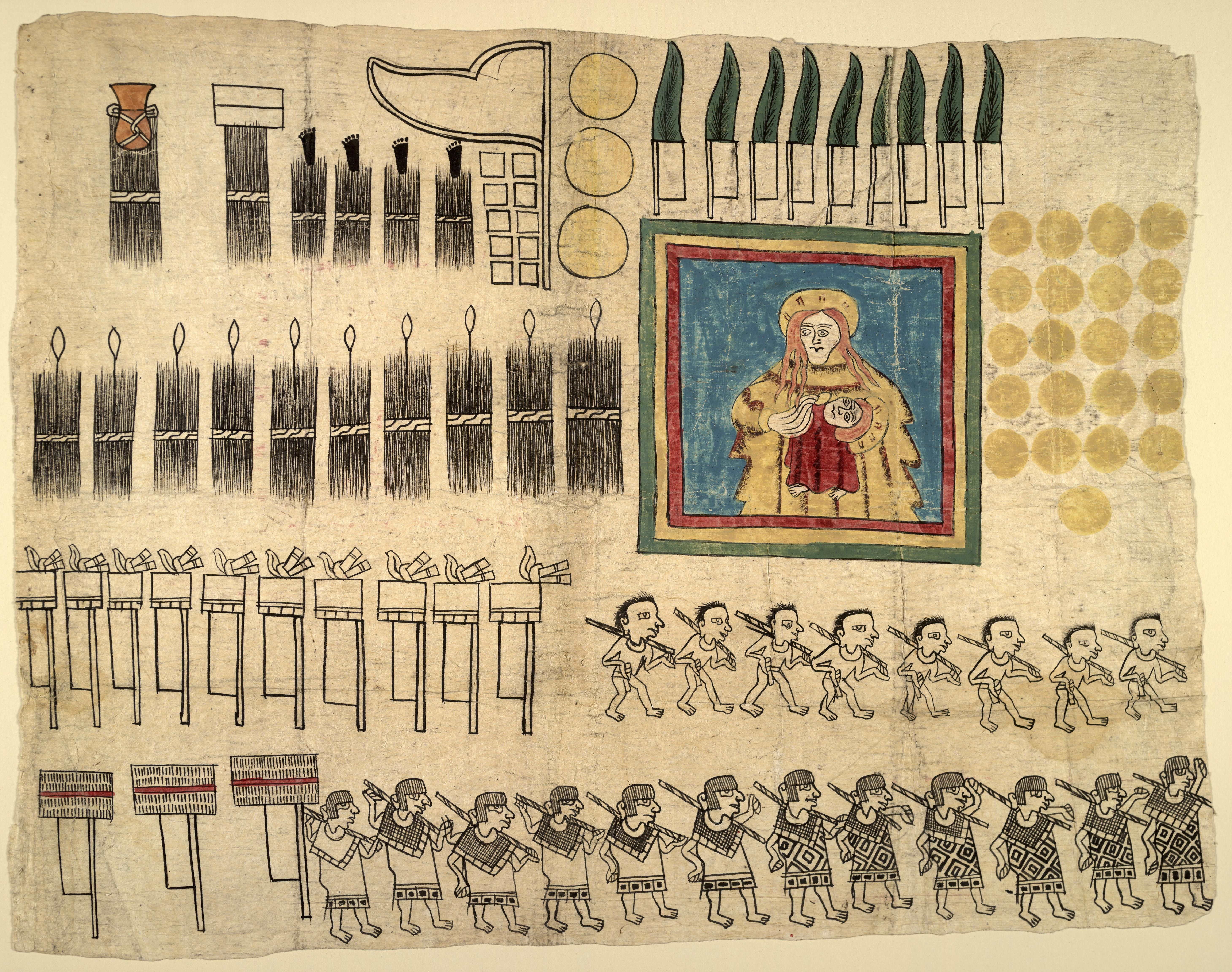

آمات (به اسپانیایی: amate [aˈmate] نوعی کاغذ پوست است که در مکزیک تولید می‌شود.
کاغذ آمات در گذشته به‌طور گسترده‌ای تولید و برای کاربردهای ارتباط، رکوردها و تشریفات استفاده می‌شد. با این حال، پس از تسخیر اسپانیا، تولید آن عمدتاً ممنوع شد و با کاغذ اروپایی جایگزین شد. تولید کاغذ آمات هرگز به‌طور کامل از بین نرفت و آیین‌های مرتبط با آن نیز از بین نرفت. در نواحی کوهستانی ناهموار و دورافتاده شمال پوئبلا و شمال ایالت وراکروز به شکل جدی باقی ماند.